# 야니크 그렌
야니크 그렌 크라이베르(덴마크어: Jannick Green Krejberg, 1988년 9월 29일~)는 덴마크의 핸드볼 선수로 포지션은 골키퍼이다. 현재 프랑스 리그의 파리 생제르맹 소속으로 활동하고 있다.
국제 대회에서 덴마크 국가대표팀 소속으로 활동하고 있으며 2016년 하계 올림픽에서 금메달을 획득한 국가대표팀의 일원이다.